# Boris Pandža
Boris Pandža (* 15. prosince 1986, Mostar, Jugoslávie) je bosenský fotbalový obránce a reprezentant, který hraje v současné době za chorvatský klub HNK Šibenik.

## Klubová kariéra
Pandža začal hrát fotbal v bosenském klubu Zrinjski Mostar, odkud později odešel do jiného bosenského klubu Široki Brijeg, v němž zahájil profesionální fotbalovou kariéru.
V lednu 2007 přestoupil do chorvatského celku Hajduk Split, kde působil až do června 2010. Poté přestoupil do belgického týmu KV Mechelen. Na konci června 2013 mu v Mechelenu skončila smlouva. 25. září 2013 podepsal roční smlouvu s možností opce s polským klubem Górnik Zabrze. Dostal dres s číslem 23.

## Reprezentační kariéra
V bosenském reprezentačním A-mužstvu debutoval pod trenérem Fuadem Muzurovićem 2. června 2007 proti Turecku, kde nastoupil na hřiště v 95. minutě. Bosna a Hercegovina vyhrála tento domácí kvalifikační zápas 3:2.